# Mary Lindemann
Mary Lindemann (* 23. April 1949) ist eine amerikanische Historikerin und emeritierte Professorin für Geschichte an der University of Miami. Sie war 2020 Präsidentin der American Historical Association und 2017–2018 Präsidentin der German Studies Association. Sie ist Expertin für die Geschichte des frühneuzeitlichen Europas, die Geschichte Deutschlands und die Medizingeschichte, insbesondere die frühneuzeitliche deutsche, niederländische und flämische Geschichte. Sie ist Mitherausgeberin des Journals Early Modern Women: An Interdisciplinary Journal.
Sie erhielt ihren Ph.D. in Geschichte von der University of Cincinnati im Jahr 1980. Sie wurde 2004 ordentliche Professorin für Geschichte an der University of Miami und stand dem Institut für Geschichte vor.
Ihr erstes Buch Patriots and Paupers: Hamburg, 1712–1830 wurde von Choice als „Herausragendes Akademisches Werk“ ausgezeichnet. Sie erhielt die William H. Welch Medaille im Jahr 1998. Sie erhielt ein Stipendium des National Endowment for the Humanities (NEH) für 1997–1998 und ein Guggenheim-Stipendium für 1998–1999.

## Werke (Auswahl)
- Patriots and Paupers: Hamburg, 1712–1830, Oxford University Press, 1990
- Health and Healing in Eighteenth-Century Germany, Johns Hopkins University Press, 1996
- Medicine and Society in Early Modern Europe, Cambridge University Press, 1999
- Liaisons dangereuses: Sex, Law, and Diplomacy in the Age of Frederick the Great, Johns Hopkins University Press, 2006
- The Merchant Republics: Amsterdam, Antwerp, and Hamburg, 1648–1790, Cambridge University Press, 2015